# Vézins-de-Lévézou
 Vézins-de-Lévézou  là một xã ở tỉnh Aveyron, thuộc vùng Occitanie ở miền nam nước Pháp.
The Château de Vezins là một historical castle. The first fortress was built in 1120 by Vesian de Vezins to command the Lévezou district. Following a disastrous fire in 1642, the only remains of this original castle are the vaulted rooms of the ground floor. The castle was redeveloped in the Renaissance style.